# Liubomir Epitropov
Liubomir Epitropov (en búlgaro: Любомир Епитропов; Veliko Tarnovo, 27 de abril de 1999) es un deportista búlgaro que compite en natación, especialista en el estilo braza.
Ganó una medalla de oro en el Campeonato Europeo de Natación de 2024, en la prueba de 200 m braza.
Fue el abanderado de Bulgaria en la ceremonia de apertura de los Juegos Olímpicos de París 2024 junto con la boxeadora Stanimira Petrova.

## Palmarés internacional
| Campeonato Europeo | Campeonato Europeo | Campeonato Europeo | Campeonato Europeo |
| Año                | Lugar              | Medalla            | Prueba             |
| ------------------ | ------------------ | ------------------ | ------------------ |
| 2024               | Belgrado (Serbia)  | Medalla de oro     | 200 m braza        |